# Меркулов, Георгий Алексеевич
Георгий Алексеевич Меркулов (род. 31 декабря 1929, Рождественка, Центрально-Чернозёмная область) — советский работник угольной промышленности, шахтёр, бригадир ГРОЗ шахты имени В. И. Ленина Производственного объединения «Кизелуголь» Пермской области, Герой Социалистического Труда (1971).

## Биография
Родился в 1929 году в Рождественке (ныне — Тимского района Курской области). В пять лет умер его отец, в семье остались пять сыновей и дочь.
Во время Великой Отечественной войны семья находилась на оккупированной немцами территории. После освобождения родного села от немецких захватчиков, чтобы помочь матери, Георгий совмещал учёбу в школе с работой в колхозе.
После окончания школы ФЗО, с 1948 года, работал в городе Кизеле Пермской области на шахте имени Володарского, с 1963 года — на шахте имени В. И. Ленина. Освоил профессии навалоотбойщика, машиниста врубовой машины, забойщика, много лет возглавлял добычную комбайновую бригаду, проявив себя умелым бригадиром. Был наставником молодых шахтеров.
Кроме производственной, занимался общественной деятельностью. Будучи членом КПСС, избирался членом бюро Кизеловского горкома партии, являлся делегатом XXIV съезда партии. Был депутатом Кизеловского городского Совета трудящихся и председателем городского Совета содействия советскому Фонду Мира.
После выхода в 1994 году на пенсию проживает в городе Кизеле, продолжает заниматься общественной работой.

## Награды
- Указом Президиума Верховного Совета СССР от 30 марта 1971 года Меркулову Георгию Алексеевичу присвоено звание Героя Социалистического Труда с вручением ордена Ленина и золотой медали «Серп и Молот».
- Также был награжден еще одним орденом Ленина, орденом Трудового Красного Знамени[4] и медалями, в числе которых «За трудовую доблесть», «За доблестный труд».
- Заслуженный шахтёр РСФСР, кавалер знака «Шахтерская слава» трех степеней.
- Почетный гражданин Пермской области и города Кизела (2011).[5]